# Lakota (ort i Elfenbenskusten)
Lakota är en ort i Elfenbenskusten. Den ligger i distriktet Gôh-Djiboua, i den södra delen av landet, 120 km söder om huvudstaden Yamoussoukro.